# Чуваська Кулатка
Чуваська Кулатка (рос. Чувашская Кулатка) — село в Старокулаткинському районі Ульяновської області Російської Федерації.
Населення становить 531 особу. Входить до складу муніципального утворення Старокулаткинське міське поселення.

## Історія
Населений пункт розташований на території українського культурного та етнічного краю Жовтий Клин.
Від 2004 року входить до складу муніципального утворення Старокулаткинське міське поселення.

## Населення
| 2010 |
| ---- |
| 531  |